# Milovan Rajevac
Milovan Rajevac (* 2. ledna 1954 Čajetina) je srbský fotbalový trenér a bývalý profesionální hráč.

## Hračská kariéra
Narodil se v Čajetině. Rajevac hrál jako obránce za týmy Borac Čačak, FC Crvena zvezda, Vojvodinu , Lunds BK a New York Arrows (jako Mike Rejevac ) a Sloboda Užice.

## Trenérská kariéra
Rajevac trénoval řadu klubů ve svém rodném Srbsku, jako například Sloboda Užice, Červené hvězdy Bělehradu , Vojvodiny a Borac Čačak.
V srpnu 2008 se stal koučem Ghany.  Pokračoval v neporažené sérii v kvalifikačním cyklu "Black Stars" na mistrovství světa ve fotbale 2010. Na turnaji se téměř dostali do semifinále, když těsně prohráli s Uruguayí ve čtvrtfinále v penaltovém rozstřelu.

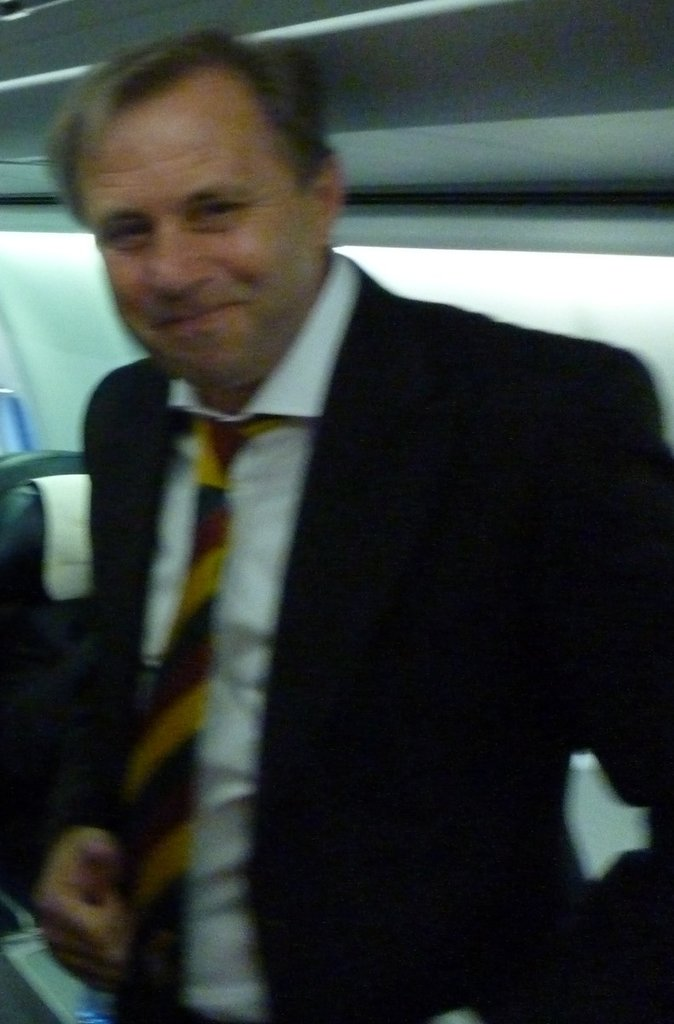
Trenér Milovan Rajevac s národním fotbalovým týmem Ghany

Rajevac opustil národní tým Ghanu po mistrovství světa v září 2010 a získal pozici ve saúdskoarabském týmu Al-Ahli.
V únoru 2011 opustil saúdský klub, aby převzal roli trenéra národního týmu Kataru. V srpnu 2011 ukončil spolupráci s národním týmem. 
V září 2011 byl Rajevac jedním ze čtyř manažerů spojený s postem trénera egyptské fotbalové reprezentace  a v únoru 2014 byl jedním ze čtyř kandidátů na koučování národního týmu Burkina Faso. 
Dne 15. června 2016 byl oficiálně jmenován trenérem Rudar Velenje ve Slovinsku.  Dne 26. června 2016 se stal trenérem alžírského národního týmu .  V říjnu 2016 odstoupil z této pozice po dvou zápasech. 
V dubnu roku 2017, po odstoupení Kiatisuka Senamuangu, měl rozhovor s fotbalovou asociací Thajska a očekávalo se, že se stane hlavním trenérem thajského národního fotbalového týmu. Nakonec se ujal postu s jednoroční smlouvu s možností prodloužení od fotbalového asociace Thajska.  
Dne 5. února 2018 oznámilo fotbalové asociace Thajska, že prodlouží smlouvu Rajevacem do roku 2020.
Byl však odvolán předčasně 7. ledna 2019 po porážce 4-1 proti Indii v Asijském poháru AFC 2019 . 

## Úspěchy

### Trenérské
Thajsko
- King's Cup 2017[24]

Individuální
- Srbský trenér roku : 2010 [25]
- Africký trenér roku : 2010 [26]